# Garmouth
Garmouth är en by i Moray i Skottland. Byn är belägen 191,5 km 
från Edinburgh. Orten har 590 invånare (2016).